# BEST OF THE SUPER Jr.
BEST OF THE SUPER Jr.（ベスト・オブ・ザ・スーパー・ジュニア）は、新日本プロレスが主催しているジュニアヘビー級選手によるリーグ戦。
1988年から1993年まではTOP OF THE SUPER Jr.（トップ・オブ・ザ・スーパー・ジュニア）の名称で開催されて1994年から現在の名称に改称された。

## 概要
1988年にTOP OF THE SUPER Jr.として行われて1991年から1993年まで連続開催された。1994年からBEST OF THE SUPER Jr.へ改められて以降は今日まで毎年開催されている。大会名の改称と共に回数もリセットされている。優勝賞金は当初300万円だったが現在は500万円（ちなみにG1 CLIMAXは1,000万円）。正式大会名は2017年以降「鉄拳7Presents」、2018年「ファイヤープロレスリングワールドPresents」と冠スポンサー名が頭についている。

## 歴代優勝者

### TOP OF THE SUPER Jr.
| 回    | 優勝者 準優勝者 | 出場者 |
| ----- | --- | --- |
| 第1回 | 越中詩郎 | - 高田延彦、オーエン・ハート、山崎一夫、山田恵一、小林邦昭、ヒロ斎藤 トニー・セント・クレアー、後藤達俊、船木優治、保永昇男、越中詩郎、馳浩                                                     |
| 第1回 | 馳浩 | - 高田延彦、オーエン・ハート、山崎一夫、山田恵一、小林邦昭、ヒロ斎藤 トニー・セント・クレアー、後藤達俊、船木優治、保永昇男、越中詩郎、馳浩                                                     |
| 第1回 | - 1988年1月4日 - 2月7日 - 12名による1リーグ総当たり戦で開催。優勝決定戦は札幌中島体育センター。 | |
| 第2回 | 保永昇男 | - 獣神サンダー・ライガー、保永昇男、ペガサス・キッド、ネグロ・カサス、オーエン・ハート、デイブ・フィンレー、フライング・スコーピオ                                                              |
| 第2回 | 獣神サンダー・ライガー | - 獣神サンダー・ライガー、保永昇男、ペガサス・キッド、ネグロ・カサス、オーエン・ハート、デイブ・フィンレー、フライング・スコーピオ                                                              |
| 第2回 | - 1991年4月15日 - 4月30日 - 7名による1リーグ総当たり戦+決勝トーナメントで開催。優勝決定戦は両国国技館。 - IWGPジュニア王者のライガーが大会前に同王座を返上したため、今大会の優勝者である保永がIWGPジュニアヘビー級の新王者となった。 | |
| 第3回 | 獣神サンダー・ライガー | - 獣神サンダー・ライガー、保永昇男、ネグロ・カサス、ペガサス・キッド、デーブ・フィンレー、エディ・ゲレロ エル・サムライ、金本浩二、フライング・スコーピオ                                       |
| 第3回 | エル・サムライ | - 獣神サンダー・ライガー、保永昇男、ネグロ・カサス、ペガサス・キッド、デーブ・フィンレー、エディ・ゲレロ エル・サムライ、金本浩二、フライング・スコーピオ                                       |
| 第3回 | - 1992年4月16日 - 4月30日 - 9名による1リーグ総当たり戦+決勝トーナメントで開催。優勝決定戦は両国国技館。 - ライガーが史上初のIWGPジュニア王者としてスーパージュニア制覇（2冠達成）。                                                  | |
| 第4回 | ペガサス・キッド | - ペガサス・キッド、ディーン・マレンコ、エディ・ゲレロ、フライング・スコーピオ、獣神サンダー・ライガー エル・サムライ、保永昇男、デーブ・フィンレー、ライトニング・キッド、大谷晋二郎、折原昌夫 |
| 第4回 | エル・サムライ | - ペガサス・キッド、ディーン・マレンコ、エディ・ゲレロ、フライング・スコーピオ、獣神サンダー・ライガー エル・サムライ、保永昇男、デーブ・フィンレー、ライトニング・キッド、大谷晋二郎、折原昌夫 |
| 第4回 | - 1993年5月26日 - 6月14日 - 11名による1リーグ総当たり戦+決勝トーナメントで開催。優勝決定戦は大阪府立体育会館。 | |

### BEST OF THE SUPER Jr.
| 回          | 優勝者 準優勝者 | 出場者 |
| ----------- | --- | --- |
| 第1回       | 獣神サンダー・ライガー | - エル・サムライ、大谷晋二郎、石澤常光、ワイルド・ペガサス、スペル・デルフィン、ブラック・タイガー（2代目）、ディーン・マレンコ、デーブ・フィンレー、TAKAみちのく、茂木正淑 |
| 第1回       | スペル・デルフィン | - エル・サムライ、大谷晋二郎、石澤常光、ワイルド・ペガサス、スペル・デルフィン、ブラック・タイガー（2代目）、ディーン・マレンコ、デーブ・フィンレー、TAKAみちのく、茂木正淑 |
| 第1回       | - 1994年5月26日 - 6月13日 - 11名による1リーグ総当たり戦で開催。優勝決定戦は大阪府立体育会館。ライガーがIWGPジュニア王者としてスーパージュニア制覇（2冠達成） | |
| 第2回       | ワイルド・ペガサス | - エル・サムライ、金本浩二、保永昇男、グラン浜田、ブラック・タイガー（2代目）、ディーン・マレンコ、フライン・ブライアン、アレックス・ライト |
| 第2回       | 大谷晋二郎 | - エル・サムライ、金本浩二、保永昇男、グラン浜田、ブラック・タイガー（2代目）、ディーン・マレンコ、フライン・ブライアン、アレックス・ライト |
| 第2回       | - 1995年6月23日 - 7月13日 - 10名による1リーグ総当たり戦+決勝トーナメントで開催。優勝決定戦は札幌中島体育センター。 | |
| 第3回       | ブラック・タイガー（2代目） | - A：エル・サムライ、高岩竜一、ワイルド・ペガサス、J・L、フランツ・シューマン、エミリオ・チャレスJr.、金本浩二 - B：獣神サンダー・ライガー、保永昇男、大谷晋二郎、石沢常光、ブラック・タイガー（2代目）、ディーン・マレンコ、ビジャノ4号                                                          |
| 第3回       | 獣神サンダー・ライガー | - A：エル・サムライ、高岩竜一、ワイルド・ペガサス、J・L、フランツ・シューマン、エミリオ・チャレスJr.、金本浩二 - B：獣神サンダー・ライガー、保永昇男、大谷晋二郎、石沢常光、ブラック・タイガー（2代目）、ディーン・マレンコ、ビジャノ4号                                                          |
| 第3回       | - 1996年5月24日 - 6月12日 - 14名による2ブロック・リーグ戦+決勝トーナメントで開催。優勝決定戦は大阪府立体育会館。 | |
| 第4回       | エル・サムライ | - A：獣神サンダー・ライガー、金本浩二、高岩竜一、愚乱・浪花、ドクトル・ワグナーJr.、チャボ・ゲレロJr.、イアン・ドク・ディーン - B：エル・サムライ、大谷晋二郎、田尻義博、中島半蔵、クリス・ジェリコ、スコルピオJr.、ロビー・ブルックサイド                                                        |
| 第4回       | 金本浩二 | - A：獣神サンダー・ライガー、金本浩二、高岩竜一、愚乱・浪花、ドクトル・ワグナーJr.、チャボ・ゲレロJr.、イアン・ドク・ディーン - B：エル・サムライ、大谷晋二郎、田尻義博、中島半蔵、クリス・ジェリコ、スコルピオJr.、ロビー・ブルックサイド                                                        |
| 第4回       | - 1997年5月16日 - 6月5日 - 14名による2ブロック・リーグ戦で開催。優勝決定戦は日本武道館。 | |
| 第5回       | 金本浩二 | - A：獣神サンダー・ライガー、エル・サムライ、大谷晋二郎、高岩竜一、福田雅一、ドクトル・ワグナーJr. - B：金本浩二、ケンドー・カシン、安良岡裕二、カズ・ハヤシ、南条隼人、エル・フェリーノ |
| 第5回       | ドクトル・ワグナーJr. | - A：獣神サンダー・ライガー、エル・サムライ、大谷晋二郎、高岩竜一、福田雅一、ドクトル・ワグナーJr. - B：金本浩二、ケンドー・カシン、安良岡裕二、カズ・ハヤシ、南条隼人、エル・フェリーノ |
| 第5回       | - 1998年5月16日 - 6月3日 - 12名による2ブロック・リーグ戦で開催。優勝決定戦は大阪市中央体育館。 | |
| 第6回       | ケンドー・カシン | - A：金本浩二、獣神サンダー・ライガー、高岩竜一、グラン浜田、望月成晃、スペル・ショッカー - B：エル・サムライ、大谷晋二郎、ケンド－・カシン、田中稔、折原昌夫、ドクトル・ワグナ－Jr. |
| 第6回       | 金本浩二 | - A：金本浩二、獣神サンダー・ライガー、高岩竜一、グラン浜田、望月成晃、スペル・ショッカー - B：エル・サムライ、大谷晋二郎、ケンド－・カシン、田中稔、折原昌夫、ドクトル・ワグナ－Jr. |
| 第6回       | - 1999年5月19日 - 6月8日 - 12名による2ブロック・リーグ戦で開催。優勝決定戦は日本武道館。 - 金本は3年連続で決勝進出。 | |
| 第7回       | 高岩竜一 | - A：エル・サムライ、金本浩二、高岩竜一、真壁伸也、グラン浜田、ドクトル・ワグナーJr. - B：ケンドー・カシン、大谷晋二郎、田中稔、臼田勝美、藤田穣、キッド・ロメオ |
| 第7回       | 大谷晋二郎 | - A：エル・サムライ、金本浩二、高岩竜一、真壁伸也、グラン浜田、ドクトル・ワグナーJr. - B：ケンドー・カシン、大谷晋二郎、田中稔、臼田勝美、藤田穣、キッド・ロメオ |
| 第7回       | - 2000年5月19日 - 6月9日 - 12名による2ブロック・リーグ戦で開催。優勝決定戦は大阪市中央体育館。 | |
| 第8回       | 獣神サンダー・ライガー | - A：獣神サンダー・ライガー、エル・サムライ、井上亘、愚乱・浪花、シルバー・キング、クリス・キャンディード - B：田中稔、AKIRA、真壁伸也、柴田勝頼、ドクトル・ワグナーJr.、スペル・ショッカー |
| 第8回       | 田中稔 | - A：獣神サンダー・ライガー、エル・サムライ、井上亘、愚乱・浪花、シルバー・キング、クリス・キャンディード - B：田中稔、AKIRA、真壁伸也、柴田勝頼、ドクトル・ワグナーJr.、スペル・ショッカー |
| 第8回       | - 2001年5月18日 - 6月4日 - 12名による2ブロック・リーグ戦で開催。優勝決定戦は大阪府立体育会館。ライガーが史上初の全勝優勝を達成。 | |
| 第9回       | 金本浩二 | - A：獣神サンダー・ライガー、金本浩二、垣原賢人、柴田勝頼、邪道、ブラック・タイガー（3代目）、カレーマン - B：田中稔、エル・サムライ、成瀬昌由、井上亘、AKIRA、タイガーマスク（4代目）、外道 |
| 第9回       | 田中稔 | - A：獣神サンダー・ライガー、金本浩二、垣原賢人、柴田勝頼、邪道、ブラック・タイガー（3代目）、カレーマン - B：田中稔、エル・サムライ、成瀬昌由、井上亘、AKIRA、タイガーマスク（4代目）、外道 |
| 第9回       | - 2002年5月18日 - 6月5日 - 14名による2ブロック・リーグ戦で開催。優勝決定戦は大阪府立体育会館。 | |
| 第10回      | 垣原賢人 | - A：獣神サンダー・ライガー、AKIRA、外道、田口隆祐、杉浦貴、藤田ミノル、えべっさん（初代） - B：タイガーマスク（4代目）、金本浩二、エル・サムライ、垣原賢人、成瀬昌由、邪道、スタンピード・キッド                                                                                                 |
| 第10回      | 金本浩二 | - A：獣神サンダー・ライガー、AKIRA、外道、田口隆祐、杉浦貴、藤田ミノル、えべっさん（初代） - B：タイガーマスク（4代目）、金本浩二、エル・サムライ、垣原賢人、成瀬昌由、邪道、スタンピード・キッド                                                                                                 |
| 第10回      | - 2003年5月23日 - 6月11日 - 14名による2ブロック・リーグ戦+決勝トーナメントで開催。優勝決定戦は京都市体育館。 | |
| 第11回      | タイガーマスク（4代目） | - A：獣神サンダー・ライガー、垣原賢人、金本浩二、エル・サムライ、井上亘、田口隆祐、アメリカン・ドラゴン、"ビッグボス"MA-G-MA - B：ヒート、タイガーマスク（4代目）、成瀬昌由、ウルティモ・ドラゴン、カレーマン、ロッキー・ロメロ、ガルーダ、中嶋勝彦                                               |
| 第11回      | 金本浩二 | - A：獣神サンダー・ライガー、垣原賢人、金本浩二、エル・サムライ、井上亘、田口隆祐、アメリカン・ドラゴン、"ビッグボス"MA-G-MA - B：ヒート、タイガーマスク（4代目）、成瀬昌由、ウルティモ・ドラゴン、カレーマン、ロッキー・ロメロ、ガルーダ、中嶋勝彦                                               |
| 第11回      | - 2004年5月22日 - 6月13日 - 16名による2ブロック・リーグ戦+決勝トーナメントで開催。優勝決定戦は後楽園ホール。 - Aブロックを1位通過したライガーは脊髄損傷のため決勝トーナメントを棄権。 | |
| 第12回      | タイガーマスク（4代目） | - A：金本浩二、エル・サムライ、垣原賢人、稔、邪道、後藤洋央紀、スタンピード・キッド - B：タイガーマスク（4代目）、井上亘、竹村豪氏、安沢明也、獣神サンダー・ライガー、外道、ブラック・タイガー（4代目）                                                                                           |
| 第12回      | 外道 | - A：金本浩二、エル・サムライ、垣原賢人、稔、邪道、後藤洋央紀、スタンピード・キッド - B：タイガーマスク（4代目）、井上亘、竹村豪氏、安沢明也、獣神サンダー・ライガー、外道、ブラック・タイガー（4代目）                                                                                           |
| 第12回      | - 2005年5月21日 - 6月19日 - 14名による2ブロック・リーグ戦+決勝トーナメントで開催。優勝決定戦は後楽園ホール。タイガーマスクが史上初の大会連覇を達成と同時にIWGPジュニア王者としてスーパージュニア制覇も達成（2冠達成）。 | |
| 第13回      | 稔 | - A：エル・サムライ、田口隆祐、獣神サンダー・ライガー、邪道、稔、サングレ・アステカ、フェーゴ - B：金本浩二、タイガーマスク（4代目）、井上亘、外道、後藤洋央紀、GENTARO、ブラック・タイガー（4代目）                                                                                              |
| 第13回      | タイガーマスク（4代目） | - A：エル・サムライ、田口隆祐、獣神サンダー・ライガー、邪道、稔、サングレ・アステカ、フェーゴ - B：金本浩二、タイガーマスク（4代目）、井上亘、外道、後藤洋央紀、GENTARO、ブラック・タイガー（4代目）                                                                                              |
| 第13回      | - 2006年5月27日 - 6月18日 - 14名による2ブロック・リーグ戦+決勝トーナメントで開催。優勝決定戦は後楽園ホール。 - タイガーマスクは3年連続で決勝進出。 | |
| 第14回      | ミラノコレクションA.T. | - A：獣神サンダー・ライガー、タイガーマスク（4代目）、井上亘、ミラノコレクションA.T.、石狩太一、裕次郎、プリンス・デヴィット - B：金本浩二、エル・サムライ、稔、外道、田口隆祐、B×Bハルク、内藤哲也                                                                                               |
| 第14回      | 井上亘 | - A：獣神サンダー・ライガー、タイガーマスク（4代目）、井上亘、ミラノコレクションA.T.、石狩太一、裕次郎、プリンス・デヴィット - B：金本浩二、エル・サムライ、稔、外道、田口隆祐、B×Bハルク、内藤哲也                                                                                               |
| 第14回      | - 2007年6月1日 - 6月17日 - 12名による2ブロック・リーグ戦+決勝トーナメントで開催。開幕戦、優勝決定戦ともに後楽園ホール。ミラノが新日本所属外の選手として初の大会優勝。 - デヴィットが途中負傷により公式戦残り4試合を欠場 | |
| 第15回      | 井上亘 | - A：井上亘、獣神サンダー・ライガー、稔、田口隆祐、裕次郎、高岩竜一 - B：金本浩二、タイガーマスク（4代目）、内藤哲也、AKIRA、プリンス・デヴィット、ジミー・レイブ |
| 第15回      | 金本浩二 | - A：井上亘、獣神サンダー・ライガー、稔、田口隆祐、裕次郎、高岩竜一 - B：金本浩二、タイガーマスク（4代目）、内藤哲也、AKIRA、プリンス・デヴィット、ジミー・レイブ |
| 第15回      | - 2008年5月31日 - 6月15日 - 12名による2ブロック・リーグ戦+決勝トーナメントで開催。開幕戦は草加市スポーツ健康都市記念体育館。優勝決定戦は後楽園ホール。井上がIWGPジュニア王者としてスーパージュニア制覇も達成（2冠達成）したが後日、王座返上とヘビー級転向を発表した。 - デヴィットが途中負傷により公式戦残り4試合を欠場                                                                                                  | |
| 第16回      | 金本浩二 | - A：タイガーマスク（4代目）、AKIRA、ミラノ・コレクションA.T.、プリンス・デヴィット、ブラック・タイガー(5代目)、邪道、青木篤志 - B：獣神サンダー・ライガー、金本浩二、田口隆祐、タイチ、菊地毅、飯伏幸太、YAMATO                                                                                  |
| 第16回      | プリンス・デヴィット | - A：タイガーマスク（4代目）、AKIRA、ミラノ・コレクションA.T.、プリンス・デヴィット、ブラック・タイガー(5代目)、邪道、青木篤志 - B：獣神サンダー・ライガー、金本浩二、田口隆祐、タイチ、菊地毅、飯伏幸太、YAMATO                                                                                  |
| 第16回      | - 2009年5月30日 - 6月14日 - 14名による2ブロック・リーグ戦+決勝トーナメントで開催。開幕戦、優勝決定戦ともに後楽園ホール。 | |
| 第17回      | プリンス・デヴィット | - A：獣神サンダー・ライガー、タイガーマスク（4代目）、プリンス・デヴィット、外道、飯伏幸太、KUSHIDA、ラ・ソンブラ、デイビー・リチャーズ - B：金本浩二、AKIRA、田口隆祐、吉橋伸雄、石森太二、フジタ"Jr"ハヤト、ケニー・オメガ、タマ・トンガ                                                        |
| 第17回      | 飯伏幸太 | - A：獣神サンダー・ライガー、タイガーマスク（4代目）、プリンス・デヴィット、外道、飯伏幸太、KUSHIDA、ラ・ソンブラ、デイビー・リチャーズ - B：金本浩二、AKIRA、田口隆祐、吉橋伸雄、石森太二、フジタ"Jr"ハヤト、ケニー・オメガ、タマ・トンガ                                                        |
| 第17回      | - 2010年5月30日 - 6月13日 - 16名による2ブロック・リーグ戦+決勝トーナメントで開催。開幕戦、優勝決定戦ともに後楽園ホール。 - タイガーマスクが初戦で負った脊椎損傷の影響により公式戦残り全試合を欠場。フジタも負傷により公式戦3試合を欠場。 | |
| 第18回      | 飯伏幸太 | - A：プリンス・デヴィット、金本浩二、タイガーマスク（4代目）、タイチ、邪道、デイビー・リチャーズ、フジタ“Jr”ハヤト、ケニー・オメガ、TJパーキンス - B：獣神サンダー・ライガー、田口隆祐、KUSHIDA、外道、ザ・グレート・サスケ、TAKAみちのく、飯伏幸太、佐々木大輔、マスカラ・ドラダ                 |
| 第18回      | 田口隆祐 | - A：プリンス・デヴィット、金本浩二、タイガーマスク（4代目）、タイチ、邪道、デイビー・リチャーズ、フジタ“Jr”ハヤト、ケニー・オメガ、TJパーキンス - B：獣神サンダー・ライガー、田口隆祐、KUSHIDA、外道、ザ・グレート・サスケ、TAKAみちのく、飯伏幸太、佐々木大輔、マスカラ・ドラダ                 |
| 第18回      | - 2011年5月26日 - 6月10日 - 18名による2ブロック・リーグ戦+決勝トーナメントで開催。開幕戦、優勝決定戦ともに後楽園ホール。 - 飯伏は他団体所属の選手として初の大会優勝（2007年優勝のミラノはフリー）。 | |
| 第19回      | 田口隆祐 | - A：獣神サンダー・ライガー、プリンス・デヴィット、KUSHIDA、BUSHI、ロッキー・ロメロ、外道、タイチ、PAC、アンヘル・デ・オロ - B：タイガーマスク（4代目）、田口隆祐、ロウ・キー、ブライアン・ケンドリック、邪道、TAKAみちのく、高橋広夢、佐々木大輔、アレックス・コズロフ                           |
| 第19回      | ロウ・キー | - A：獣神サンダー・ライガー、プリンス・デヴィット、KUSHIDA、BUSHI、ロッキー・ロメロ、外道、タイチ、PAC、アンヘル・デ・オロ - B：タイガーマスク（4代目）、田口隆祐、ロウ・キー、ブライアン・ケンドリック、邪道、TAKAみちのく、高橋広夢、佐々木大輔、アレックス・コズロフ                           |
| 第19回      | - 2012年5月27日 - 6月10日 - 18名による2ブロック・リーグ戦で開催。開幕戦、優勝決定戦ともに後楽園ホール。 - 当初はブラック・タイガー（7代目）の参戦が決定していたが、開催直前に一身上の理由で全戦欠場が発表、大会前日会見での高橋広夢からの参戦直訴を受け、広夢の初出場が決定 | |
| 第20回      | プリンス・デヴィット | - A：獣神サンダー・ライガー、アレックス・シェリー、高橋広夢、ティタン、バレッタ、リコシェ、ロッキー・ロメロ、タイチ、プリンス・デヴィット - B：タイガーマスク（4代目）、田口隆祐、KUSHIDA、BUSHI、ケニー・オメガ、アレックス・コズロフ、ブライアン・ケンドリック、邪道、TAKAみちのく              |
| 第20回      | アレックス・シェリー | - A：獣神サンダー・ライガー、アレックス・シェリー、高橋広夢、ティタン、バレッタ、リコシェ、ロッキー・ロメロ、タイチ、プリンス・デヴィット - B：タイガーマスク（4代目）、田口隆祐、KUSHIDA、BUSHI、ケニー・オメガ、アレックス・コズロフ、ブライアン・ケンドリック、邪道、TAKAみちのく              |
| 第20回      | - 2013年5月24日 - 6月9日 - 18名による2ブロック・リーグ戦+決勝トーナメントで開催。開幕戦、優勝決定戦ともに後楽園ホール。デヴィットがIWGPジュニア王者としてスーパージュニア制覇も達成（2冠達成） - Bブロック1位通過の田口が股関節の負傷のため決勝トーナメントを棄権、3位のTAKAが代替出場。 | |
| 第21回      | リコシェ | - A：獣神サンダー・ライガー、KUSHIDA、BUSHI、マスカラ・ドラダ、リコシェ、アレックス・コズロフ、TAKAみちのく、マット・ジャクソン - B：タイガーマスク（4代目）、田口隆祐、アレックス・シェリー、エル・デスペラード、ケニー・オメガ、ロッキー・ロメロ、タイチ、ニック・ジャクソン                    |
| 第21回      | KUSHIDA | - A：獣神サンダー・ライガー、KUSHIDA、BUSHI、マスカラ・ドラダ、リコシェ、アレックス・コズロフ、TAKAみちのく、マット・ジャクソン - B：タイガーマスク（4代目）、田口隆祐、アレックス・シェリー、エル・デスペラード、ケニー・オメガ、ロッキー・ロメロ、タイチ、ニック・ジャクソン                    |
| 第21回      | - 2014年5月30日 - 6月8日 - 16名による2ブロック・リーグ戦で+決勝トーナメント開催。開幕戦は後楽園ホール。優勝決定戦は国立代々木競技場第二体育館。 - コズロフが初戦で負った左肩脱臼の影響により公式戦残り全試合を欠場。また、Bブロック1位通過のシェリーが肩の負傷のため決勝トーナメントを棄権、3位のタイチが代替出場。 | |
| 第22回      | KUSHIDA | - A：獣神サンダー・ライガー、田口隆祐、小松洋平、バレッタ、外道、バルバロ・カベルナリオ、チェーズ・オーエンズ、カイル・オライリー - B：タイガーマスク（4代目）、KUSHIDA、アレックス・シェリー、マスカラ・ドラダ、デビッド・フィンレー、ロッキー・ロメロ、ボビー・フィッシュ、ニック・ジャクソン   |
| 第22回      | カイル・オライリー | - A：獣神サンダー・ライガー、田口隆祐、小松洋平、バレッタ、外道、バルバロ・カベルナリオ、チェーズ・オーエンズ、カイル・オライリー - B：タイガーマスク（4代目）、KUSHIDA、アレックス・シェリー、マスカラ・ドラダ、デビッド・フィンレー、ロッキー・ロメロ、ボビー・フィッシュ、ニック・ジャクソン   |
| 第22回      | - 2015年5月22日 - 6月7日 - 16名による2ブロック・リーグ戦で開催。開幕戦は後楽園ホール。優勝決定戦は国立代々木競技場第二体育館。 - シェリーが初戦で負った足の負傷の影響により公式戦残り全試合を欠場。 | |
| 第23回      | ウィル・オスプレイ | - A：KUSHIDA、田口隆祐、カイル・オライリー、マット・サイダル、ロッキー・ロメロ、外道、BUSHI、デビッド・フィンレー - B：獣神サンダー・ライガー、タイガーマスク、ボビー・フィッシュ、バレッタ、チェーズ・オーエンズ、リコシェ、ボラドールJr.、ウィル・オスプレイ                                    |
| 第23回      | 田口隆祐 | - A：KUSHIDA、田口隆祐、カイル・オライリー、マット・サイダル、ロッキー・ロメロ、外道、BUSHI、デビッド・フィンレー - B：獣神サンダー・ライガー、タイガーマスク、ボビー・フィッシュ、バレッタ、チェーズ・オーエンズ、リコシェ、ボラドールJr.、ウィル・オスプレイ                                    |
| 第23回      | - 2016年5月21日 - 6月7日 - 16名による2ブロック・リーグ戦で開催。開幕戦は後楽園ホール。優勝決定戦は仙台サンプラザホール。 - 出場予定だったマット・ジャクソンとニック・ジャクソンは開催前に負傷したためフィンレーとオーエンズがそれぞれ代替出場 | |
| 第24回      | KUSHIDA | - A：獣神サンダー・ライガー、リコシェ、ドラゴン・リー（2代目）、ウィル・オスプレイ、マーティ・スカル、タイチ、TAKAみちのく、高橋ヒロム - B：タイガーマスク（4代目）、田口隆祐、KUSHIDA、ボラドールJr.、ACH、金丸義信、エル・デスペラード、BUSHI                                                   |
| 第24回      | ウィル・オスプレイ | - A：獣神サンダー・ライガー、リコシェ、ドラゴン・リー（2代目）、ウィル・オスプレイ、マーティ・スカル、タイチ、TAKAみちのく、高橋ヒロム - B：タイガーマスク（4代目）、田口隆祐、KUSHIDA、ボラドールJr.、ACH、金丸義信、エル・デスペラード、BUSHI                                                   |
| 第24回      | - 2017年5月17日 - 6月3日 - 16名による2ブロック・リーグ戦で開催。開幕戦は後楽園ホール。優勝決定戦は国立代々木競技場第二体育館。 - 前身大会から出場してきたライガーがこの大会限りでスーパージュニアから卒業した。 | |
| 第25回      | 高橋ヒロム | - A：タイガーマスク（4代目）、ACH、フリップ・ゴードン、ウィル・オスプレイ、YOH、石森太二、金丸義信、BUSHI - B：KUSHIDA、田口隆祐、クリス・セイビン、ドラゴン・リー（2代目）、マーティー・スカル、エル・デスペラード、高橋ヒロム、SHO                                                              |
| 第25回      | 石森太二 | - A：タイガーマスク（4代目）、ACH、フリップ・ゴードン、ウィル・オスプレイ、YOH、石森太二、金丸義信、BUSHI - B：KUSHIDA、田口隆祐、クリス・セイビン、ドラゴン・リー（2代目）、マーティー・スカル、エル・デスペラード、高橋ヒロム、SHO                                                              |
| 第25回      | - 2018年5月18日 - 6月4日 - 16名による2ブロック・リーグ戦で開催。開幕戦、優勝決定戦ともに後楽園ホール 。 | |
| 第26回      | ウィル・オスプレイ | - A：タイガーマスク（4代目）、SHO、ドラゴン・リー（2代目）、ティタン、マーティー・スカル、ジョナサン・グレシャム、石森太二、金丸義信、TAKAみちのく、鷹木信悟 - B：田口隆祐、ウィル・オスプレイ、ロッキー・ロメロ、YOH、バンディード、成田蓮、エル・ファンタズモ、ロビー・イーグルス、DOUKI、BUSHI |
| 第26回      | 鷹木信悟 | - A：タイガーマスク（4代目）、SHO、ドラゴン・リー（2代目）、ティタン、マーティー・スカル、ジョナサン・グレシャム、石森太二、金丸義信、TAKAみちのく、鷹木信悟 - B：田口隆祐、ウィル・オスプレイ、ロッキー・ロメロ、YOH、バンディード、成田蓮、エル・ファンタズモ、ロビー・イーグルス、DOUKI、BUSHI |
| 第26回      | - 2019年5月13日 - 6月5日 - 20名による2ブロック・リーグ戦で開催。開幕戦は仙台サンプラザホール。優勝決定戦は両国国技館。 - 出場予定だったエル・デスペラードは開催前に負傷したためDOUKIが、フリップ・ゴードンはビザトラブルのため成田がそれぞれ代替出場。TAKAが途中右足の負傷により公式戦3試合を欠場。 | |
| 第27回      | | - （開催中止） |
| 第27回      | | - （開催中止） |
| 第27回      | - 2020年5月12日 - 6月6日 - 20名による2ブロック・リーグ戦で開催。開幕戦は後楽園ホール。優勝決定戦は大田区総合体育館。 - 新型コロナウイルスの感染拡大による政府からのイベント開催自粛勧告により開催中止。 | |
| 第27回 代替 | 高橋ヒロム | - 田口隆祐、マスター・ワト、SHO、ロビー・イーグルス、高橋ヒロム、BUSHI、エル・デスペラード、上村優也、DOUKI、石森太二 |
| 第27回 代替 | エル・デスペラード | - 田口隆祐、マスター・ワト、SHO、ロビー・イーグルス、高橋ヒロム、BUSHI、エル・デスペラード、上村優也、DOUKI、石森太二 |
| 第27回 代替 | - 2020年11月15日 - 12月11日 - 10名による1リーグ総当たり戦で開催。開幕戦は愛知県体育館。優勝決定戦は日本武道館。 - WORLD TAG LEAGUEと併催。 - 出場予定だった金丸義信は開催前に負傷したため上村が代替出場 | |
| 第28回      | 高橋ヒロム | - 田口隆祐、マスター・ワト、YOH、ロビー・イーグルス、高橋ヒロム、BUSHI、エル・デスペラード、金丸義信、DOUKI、石森太二、エル・ファンタズモ、SHO |
| 第28回      | YOH | - 田口隆祐、マスター・ワト、YOH、ロビー・イーグルス、高橋ヒロム、BUSHI、エル・デスペラード、金丸義信、DOUKI、石森太二、エル・ファンタズモ、SHO |
| 第28回      | - 2021年11月13日 - 12月15日 - 12名による1リーグ総当たり戦で開催。開幕戦は後楽園ホール。優勝決定戦は両国国技館。ヒロムがタイガーマスク（第10~11回）以来の大会連覇を達成。 - 昨年に続きWORLD TAG LEAGUEと併催。 | |
| 第29回      | 高橋ヒロム | - A：高橋ヒロム、田口隆祐、YOH、金丸義信、石森太二、SHO、クラーク・コナーズ、エース・オースティン、アレックス・ゼイン、フランシスコ・アキラ - B：マスター・ワト、ロビー・イーグルス、BUSHI、DOUKI、ティタン、TJP、エル・デスペラード、エル・ファンタズモ、ウィーラー・ユウタ、エル・リンダマン    |
| 第29回      | エル・デスペラード | - A：高橋ヒロム、田口隆祐、YOH、金丸義信、石森太二、SHO、クラーク・コナーズ、エース・オースティン、アレックス・ゼイン、フランシスコ・アキラ - B：マスター・ワト、ロビー・イーグルス、BUSHI、DOUKI、ティタン、TJP、エル・デスペラード、エル・ファンタズモ、ウィーラー・ユウタ、エル・リンダマン    |
| 第29回      | - 2022年5月15日 - 6月3日 - 20名による2ブロック・リーグ戦で開催。開幕戦は名古屋国際会議場。優勝決定戦は日本武道館。ヒロムが史上初の大会3連覇を達成。 - 3年振りの単独開催。優勝決定戦には特別立会人として藤波辰爾が来場。 - オフィシャルテーマソング/blank paper「High legacy」 | |
| 第30回      | マスター・ワト | - A：KUSHIDA、田口隆祐、リオ・ラッシュ、DOUKI、高橋ヒロム、ティタン、TJP、石森太二、SHO、マイク・ベイリー - B：エル・デスペラード、YOH、マスター・ワト、ケビン・ナイト、金丸義信、BUSHI、ロビー・イーグルス、フランシスコ・アキラ、ダン・モロニー、クラーク・コナーズ                             |
| 第30回      | ティタン | - A：KUSHIDA、田口隆祐、リオ・ラッシュ、DOUKI、高橋ヒロム、ティタン、TJP、石森太二、SHO、マイク・ベイリー - B：エル・デスペラード、YOH、マスター・ワト、ケビン・ナイト、金丸義信、BUSHI、ロビー・イーグルス、フランシスコ・アキラ、ダン・モロニー、クラーク・コナーズ                             |
| 第30回      | - 2023年5月12日 - 5月28日 - 20名による2ブロック・リーグ戦＋決勝トーナメントで開催。開幕戦は後楽園ホール。優勝決定戦は大田区総合体育館。石森が途中頚椎の負傷により公式戦1試合を欠場。 - この年から優勝者には『SUPER Jr.』“優勝旗”が贈呈される。 - オフィシャルテーマソング/ASH DA HERO「One Two Three」 | |
| 第31回      | エル・デスペラード | - A：エル・デスペラード、ケビン・ナイト、BUSHI、ティタン、TJP、藤田晃生、ブレイク・クリスチャン、クラーク・コナーズ、金丸義信、HAYATA - B：KUSHIDA、高橋ヒロム、DOUKI、フランシスコ・アキラ、ロビー・イーグルス、石森太二、ドリラ・モロニー、SHO、ドラゴン・ダイヤ、ニンジャ・マック              |
| 第31回      | 石森太二 | - A：エル・デスペラード、ケビン・ナイト、BUSHI、ティタン、TJP、藤田晃生、ブレイク・クリスチャン、クラーク・コナーズ、金丸義信、HAYATA - B：KUSHIDA、高橋ヒロム、DOUKI、フランシスコ・アキラ、ロビー・イーグルス、石森太二、ドリラ・モロニー、SHO、ドラゴン・ダイヤ、ニンジャ・マック              |
| 第31回      | - 2024年5月11日 - 6月9日 - 20名による2ブロック・リーグ戦＋決勝トーナメントで開催。開幕戦はYohaSアリーナ～本能に、感動を。～。優勝決定戦は大阪城ホール。 - 出場予定だったYOHが開催前に負傷したためKUSHIDAが、田口隆祐は交通事故による負傷のためドラゴン・ダイヤがそれぞれ代替出場。フランシスコ・アキラが左膝負傷のため公式戦4試合を欠場、不戦敗となった。 - オフィシャルテーマソング/ROTTENGRAFFTY「暁アイデンティティ」 | |
| 第32回      | 藤田晃生 | - A：KUSHIDA、マスター・ワト、ニンジャ・マック、高橋ヒロム、藤田晃生、フランシスコ・アキラ、クラーク・コナーズ、ロビー・エックス、金丸義信、ドラゴン・ダイヤ - B：エル・デスペラード、田口隆祐、YOH、ケビン・ナイト、ティタン、ロビー・イーグルス、石森太二、SHO、ニック・ウェイン、MAO           |
| 第32回      | YOH | - A：KUSHIDA、マスター・ワト、ニンジャ・マック、高橋ヒロム、藤田晃生、フランシスコ・アキラ、クラーク・コナーズ、ロビー・エックス、金丸義信、ドラゴン・ダイヤ - B：エル・デスペラード、田口隆祐、YOH、ケビン・ナイト、ティタン、ロビー・イーグルス、石森太二、SHO、ニック・ウェイン、MAO           |
| 第32回      | - 2025年5月10日 - 6月1日 - 20名による2ブロック・リーグ戦で開催。開幕戦は千葉・YohaSアリーナ。優勝戦は大田区総合体育館。 - 出場予定だったBUSHIは開幕前の5月4日福岡大会を最後に新日本プロレスを退団したため欠場。ロビー・エックスが代替出場 - オフィシャルテーマソング/打首獄門同好会「WAZA」 | |

## 主な記録
（2025年現在）
- 最多出場 - 22回：獣神サンダー・ライガー（第1回、第3回〜第6回、第8回〜第24回）
- 連続出場 - 18大会連続：タイガーマスク（4代目）（第9回〜第26回）、田口隆祐（第13回〜第30回）
- 最多優勝 - 4回：高橋ヒロム（第25回、第27回〜第29回）
- 連続優勝 - 3大会連続：高橋ヒロム（第27回～第29回）
- IWGPジュニアヘビー級王者の優勝 - 獣神サンダー・ライガー（第1回）、タイガーマスク（4代目）（第12回）、 井上亘（第15回）、プリンス・デヴィット（第20回）
- 全勝優勝 - 獣神サンダー・ライガー（第8回）、プリンス・デヴィット（第20回）
- 新日本非所属選手の優勝 - ミラノコレクションA.T.（2007年：フリー）、飯伏幸太（2011年：DDT）、リコシェ（2014年：DRAGON GATE）、ウィル・オスプレイ（2016年：フリー）
- 最多決勝進出 - 8回：金本浩二（第4回〜第6回、第9回〜第11回、第15回〜第16回）
- 連続決勝進出 - 3大会連続：金本浩二（第4回〜第6回、第9回〜第11回）、タイガーマスク（4代目）（第11回〜第13回）、高橋ヒロム（第27回〜第29回）
- 外国人優勝 - ワイルド・ペガサス（第2回）、ブラック・タイガー（2代目）（第3回）、プリンス・デヴィット（第17回、第20回）、リコシェ（第21回）、 ウィル・オスプレイ（第23回、第26回）
- 最年長優勝 - 42歳7ヶ月：金本浩二（第16回）
- 最年少優勝 - 22歳10ヶ月：藤田晃生（第32回）
- 最短キャリアでの優勝 - 3年9ヶ月：藤田晃生（第32回）
- 大会最多出場者数 - 20人：2019年（第26回）、2022年（第29回）、2023年（第30回）、2024年（第31回）
- 優勝経験者同士の決勝 - KUSHIDAvsウィル・オスプレイ（第24回）
- 最長試合時間 - 38分30秒：高橋ヒロムvsYOH（2021年12月15日 第28回大会 優勝決定戦）
- 最短試合時間 - 5秒：田口隆祐vsSHO（2025年5月15日 第32回大会 Bブロック公式戦）
- ある年の準優勝者が翌年に優勝した例がいくつかありスーパージュニアのジンクスとなっている。